# 降世神通：柯拉傳奇
《柯拉傳奇》（英語：The Legend of Korra），也通稱作《降世神通：柯拉傳奇》（英語：Avatar: The Legend of Korra），是一部美國動畫劇集。該劇由麥可·但丁·迪馬蒂諾和布莱恩·科尼祖克創作。本劇為《降世神通：最後的氣宗》之續作，承襲了東亞色彩的武術和元素的世界觀，有鑑於前作的成功令電視台投入續作的企劃。

## 故事简介
在前作《降世神通：最後的氣宗》，新的神通王安平定了烈火国的紛爭之後，四族間回復和平並延續武功的傳承。七十五年後，神通王安過世，根據轉世法則將再由水族誕生新的神通王(火->氣->水->土)，最終白蓮教終於在南極找到由安轉世成的少女──柯拉，進行四種神功的訓練。然而七十年間隨著科技進步和政治變化，共和城瀰漫著犯罪與叛亂，柯拉必須肩負神通的使命，平定叛亂再次讓世界導向和平。

## 劇情設置
共和城
前作之後，根据神通王安希望人民和平共處的意願，和烈火王朱克一起建立的的新城市，各族群的術者和非術者共同居住在同一個城市中，有著各地來的移民，但也有著貧富差距和不平等的政治，因此黑道四竄、犯罪率高，警方亦受到企業的牽制。
由于部分不好的神通術者利用自己的神功欺压非神通者，令非宗术者对宗术者非常不满，引致反神通術者组织「平等会」的诞生。
前作很多高深的神功已变得普及，如冶金神功是警察的标准技能，以前相当高深的雷火，也有部分火宗能练成，甚至作为发电厂的电力来源。泰丽的點穴也成为平等会对付宗术师的常用技能。
該城市風行一种体育竞技：宗术竞技赛（Pro-bending），為振火、運土、截水三名宗术选手組合的團體比賽，被視為一種流行的運動競技項目，並且有職業體育場主辦年度大賽。
大氣寺廟(Air Temple)
百年戰爭後，神通王安為了延續大氣牧族的文化，讓各族認同大氣牧族理念的人加入大氣牧族，並使其成為大氣侍僧。
雖然這些加入大氣牧族的人多數不能使用截氣神功，但是因為人數眾多，使的原本荒蕪的四座大氣寺得以重建，
甚至在共和城不遠處的一座島上，神通王安還興建了第五座大氣寺。
這群新大氣牧族們遵循古代大氣牧族的生活，很少使用科技，喜愛和平主義與素食主義的宗教思想，並以神通王安的兒子，坦辛為名義上的領袖。
南方水族部落(Southern Water Tribe)
神通王科拉的出生之地，有許多水族居住在此，由於百年戰爭的影響很多傳統都逐漸消失，顯然北方水族幫助南方重建了物質文明但卻沒有重建他們的精神文明。
也因此科拉的叔叔以此為理由統一南北兩極而派出了艦隊佔領南極，但卻也加深了南北水族彼此之間的衝突。
相較於共和城是一個較不發達的地方，但仍然有許多現代化的船艦和捕魚船。
北方水族部落(northern Water Tribe)
位於北極的水族部落，擁有較南方水族部落還要發達的文化和文明，
雖然聲稱統治南方水族但由於南北兩極距離遙遠而只是名義上的聯合，
首都在十幾年前常常遭到野蠻人襲擊。
白蓮教在此建造了一座不為人知的監獄，用以關押紅蓮會的爆破御術師火莉。
大地之國(Earth Kingdom)(或譯土強國)
為前作的大地之國，雖然失去共和城和其下所統治的聯邦共和國之領土但還是擁有全世界最大的國土。
雖然沒有了烈火國這個外患但中央政府缺乏凝聚力且國內貧富差距巨大，中央政府的統治只能在永固城(土強國首都)內有效運行。在永固城之外的地方盜匪流寇亂竄導致稅金幾乎無法上繳到中央造成了土強國的財政問題。
靈界()
本作提到關於更多靈界的事，神靈居住的世界在很久以前凡界與靈界是可以互相往來的，在南極跟北極有可以互通的通道，但一萬年前初代神通王王恩把兩條通道給關閉，斷決了凡間與靈界的往來，兩條通道中間有一個名叫時間樹的樹，黑暗神靈萬毒就是被王恩封印在那。第四章最終因為古維拉神靈大砲的力量，在共和城又開出新的通道。

## 登场角色

### 主要角色
科拉　配音：Janet Varney（動畫原配）（中文配音：傅其慧）
17 歲，劇中主角，南極水族部落人，繼承先前過世的氣和牧族代表安的現任神通王。是個叛逆並勇於冒險的女孩。
從小就展現出不凡的神功天賦，已修畢了截水、運土和振火神功，為進行截氣神功的修行而離開家鄉南極來到共和城。
第一章
對職業神通大賽充滿嚮往，但因坦辛的禁止而不能如願前往觀賽，後來由於截氣神功的修練不順而決議違背禁令。機緣下認識了馬可與博林,甚至加入了火貂隊，雖然坦辛剛開始對此十分反對，但在看到科拉的表現後讓步。
在與馬可的相處中對他產生好感。
曾被塔拉囚禁，靠著冥想得知42年前發生的事，在塔拉陳述中得知阿蒙的身世，並用計令阿蒙被當眾揭發。
曾被阿蒙廢去神功，但在最後關頭學會了截氣，在安與其他前世的幫助下再度恢復四大元素的神功，恢復之後正式接受馬可的感情。
第二章
在第一章過半年之後，持續在和氣寺島修練節氣神功的科拉等人，回到南極參加慶典。得知神靈黑化的經過之後，便開啟了南極點上的靈界通道，希望能淨化神靈，卻又捲進南北極水族之間的內戰，為了拯救南極水族，一行人便回到共和島請求援軍。但在馬可的職責阻撓之下，柯拉無法獲得聯盟將軍的援助，憤而跟馬可提出分手，進而轉向求助烈火國要求援軍。
卻在往烈火國的路上被黑化的神靈襲擊進而喪失記憶。爾後在烈火國僧人的幫助之下，探詢前世的記憶。得知初代神通王王恩(Wan)的誕生，與光明、黑暗神靈的關係，並且恢復記憶，在與暗黑神通王烏若那交戰中光明神靈樂華被從科拉身體裡拉出來，並且被暗黑神靈萬毒的力量抹殺掉，後來在坦辛的幫助下在時光樹下冥想尋找內心力量的泉源，後在琴諾拉幫助下從暗黑神靈中存留的樂華救出來，並且將暗黑神靈淨化，回到靈界重新與樂華合而為一(但無法與安和其他前世再做連結及溝通)，最後決定不關閉界門，讓神靈可以來到凡間，希望人們可以學習如何和神靈相處。
在官方後續漫畫中與麻美成為情侶。
馬可（官方漢字：馬高）　配音：David Faustino（動畫原配）（中文配音：于正昇）
22歲(第四章)，科拉的新朋友，專長為振火神通，性格嚴肅不多話。為宗術大賽火貂隊（Fire Ferrets）的隊長。後成為神通小隊的一員，與科拉等人一同行動。
在共和城長大，8歲時目睹雙親的死亡，曾被迫和弟弟一起為黑幫從事非法工作，自從被前任宗術競技師傅收留後，改以新宗術大賽為目標努力。原本跟麻美交往，但後來麻美在感受到馬可對科拉的感情而選擇退讓，最後跟柯拉交往。
在第二章時已經成為共和城警察，後為了服從警察職責，不得已將柯拉的秘密計劃洩漏給警長，被柯拉發現而與柯拉分手。
順道一提，他是個不斷周旋於柯拉以及亞莎美兩名女性之間，在官方漫畫中兩位女性選擇交往，離開馬可。
名稱的由來:為了紀念在前作為艾洛（Iroh）一、二季配音的已故的日本聲優Mako （页面存档备份，存于），因此也有將Mako翻譯成日文的"信"。
博林　配音：P.J. Byrne（動畫原配）（中文配音：蔣鐵城）
20歲(第四章)，馬可的弟弟，專長為運土神功，並在第三章末學會熔岩神功。性格和哥哥相反地開朗幽默，曾被平等勢力綁架過，後來靠馬可的奇計才得以脫身，曾暗戀寇拉，但因為馬可和科拉兩情相悅而死了心。後成為神通小隊的一員，與科拉等人一同行動。
跟艾絲卡交往過，後來分手。在靈界戰爭之後有提出讓艾絲卡跟她弟弟一起來共和城住，但被艾絲卡拒絕了。
在造福市看到了奧珀對她一見鍾情，跟奧珀交往。
佐藤麻美（Asami Sato）　配音：Seychelle Gabriel（動畫原配）（中文配音：汪世瑋）
22歲(第四章)，佐藤家的千金小姐。生活奢華，但性格明理有氣度，會防身術與駕駛各種交通工具，賽車技術一流。
是新宗術大賽的支持者，每場比賽都會去捧場，也是幻火貂隊的粉絲，原本跟馬可交往，但知道馬可對寇拉有好感後成全兩人。
知道父親是平等會成員後，決定站在寇拉等人一方並離開父親。後成為神通小隊的一員，與科拉等人一同行動，並在第四季完結後的官方後續漫畫中對柯拉產生好感並交往。
娜卡　配音：Dee Bradley Baker（動畫原配）
科拉的寵物兼坐騎，是一隻雌性的北極熊犬，也是寇拉最忠誠的伙伴。
科拉逃脫之後，靠著靈敏的嗅覺找到寇拉，在平等者攻擊氣宗廟時，更擔任科拉等人的座騎。
帕布　配音：Dee Bradley Baker（動畫原配）
曾經是流浪動物，後來被14歲的博林救起，是一隻火貂。
和博林形影不離，火貂隊的吉祥物，多次在主角等人被绑时解救了主角等人。

### 平等會(Equalists)
阿蒙　配音：Steve Blum（动画原配）（中文配音：陳幼文）
40歲，本作第一章的反派，帶領反御宗術組織平等会的神祕蒙面男子，可以使用御血術阻斷人的氣(Chi paths)進而廢掉其宗術，這個方式與神通王及獅龜獸所使用的能量御術(Energybending)不同。
企圖消滅世上所有宗術師，在廢除塔拉宗術之後，立即襲擊並綁架了其他議員（除坦辛以外皆被綁走），並且攻擊共和城和氣宗廟。
本名若亞達（Noatak），楊空的長子，塔拉克的哥哥，原是個性溫和善良的孩子，在習得御血術後，漸漸變得冷漠，14歲因不滿父親把自己當作復仇的道具而獨自離開家鄉。
最後和塔拉克葬身於大海
隊長　配音：Lance Henriksen（动画原配）（中文配音：黃天佑）
30多歲，阿蒙的副手兼貼身侍衛，使用兩根電擊棒作為武器，認為在阿蒙的帶領之下宗術將會走向沒落。
時常和阿蒙一起出征，雖是普通人但卻擁有普通宗術師也難以招架的實力。初期常將科拉一行人逼進死路。
發現阿蒙是截血神通後對阿蒙大為失望，之後行蹤成迷。
水族出身
佐藤博司（Hiroshi Sato）　配音：Daniel Dae Kim（动画原配）（中文配音：陳幼文）
54歲(第四章)，亞莎美之父，共和城汽車企業未來工業的老闆，是來自烈火國的移民，本人為非術者。出身貧微，获得某商人的資助靠發明汽車讓自己致富。
過去妻子死於振火神通之手，為此仇恨所有神功術者。表面上出資助幻火貂隊並表示支持現任神通王寇拉，實則與阿蒙勾結為平等會製作恐怖武器，被寇拉等人揭發，最後敗在女兒麻美之手，並被關入監獄。最後為幫助神通小隊而被古維拉殺死。

### 共和城(Republic City)
北方琳（Lin Beifong）　配音：Mindy Sterling（动画原配）（中文配音：崔幗夫）
共和城警察局局長，現年50歲，出身自土族名門北方家，為前作主要人物達芙的女兒。是位運土神通，會使用冶金神功(所有警察都會使用冶金神功)。琳的父親名叫康拓（曾經和達芙交往過）。
相較於與前任神通王安交好的母親，琳對現任神通王寇拉不曾給予好臉色看待，但思想明理，仍對寇拉適時予以幫助。
因母親的淵源而與坦辛認識，過去曾為一對情侶，但因理念不同而分手，但仍與坦辛有所情誼。
因兩次與平等者的交戰挫敗，自責而自動請辭。平等會攻占共和市和大氣寺島时，阻止平等會飛艇追擊逃亡的大氣牧族時被抓並被阿蒙廢除了宗術，後在寇拉協助下恢復能力後又復職。
臉上的疤是因為年輕時在追捕小偷，結果發現是她妹妹打算逮捕她，被她妹妹所傷。
達諾　配音：Rami Malek（动画原配）（中文配音：黃天佑）
狼蝠隊（Wolfbats）隊長，擅長截水神功，個性高傲自負，十足的花花公子。
獲得冠軍之後阿蒙突然突擊會場，揭露了狼蝠隊多次衛冕冠軍是靠賄絡裁判所成，並在眾人面前將他的宗術廢去 。
塔拉　配音：Dee Bradley Baker（动画原配）（中文配音：于正昇）
37歲，共和城議會北方水族代表，截水神通。
在表面上是個公正、受人愛戴的政治家，但實則極富野心，與坦辛時常意見相左。在議會中主張提議成立特戰隊，以阻止阿蒙的勢力繼續擴張。
曾給寇拉許多厚禮，為的就讓柯拉加入特戰隊，多次不成後改藉由媒體壓力迫使寇拉鬆口加入而成功。
和曾經想利用黑道勢力統治共和城的父親楊空（Yakone）一樣，非滿月時也可使用截血神功，由於柯拉會阻礙其利用白道勢力完成父親的願望而將科拉囚禁，但被阿蒙找到並用截血神功控制阿蒙失效，被阿蒙廢除了神功。
小時候曾被阿蒙稱其過於軟弱，最後引爆與其兄一同搭乘的快艇。
瑞克
共和城議會解散後的第一任民選總統，掌握共和城聯合軍的兵權。

### 大氣牧族
坦辛　配音：J. K. Simmons（动画原配）（中文配音：康殿宏）
大氣牧族僅存的截氣神通大師，為前作主角安和凱塔拉的第三個孩子（次子），在安的子女中唯一繼承截氣神通的孩子，現年51歲。
致力為父親所希望的理想而忙碌於共和城中，共和城議會中的大氣牧族代表身分讓他對科拉的截氣神功修練課程一再延後，直到科拉偷偷離開南極來到共和城。和家族居住在大氣寺島。
雖然常對科拉的任性頭痛不已，但還以長輩的身份關心著她。表面很嚴肅，但暗中也有調皮的一面。
本人曾表示不喜歡御術競技，卻對競技規則有著相當程度的了解，也曾在狼蝠隊選手違規時表示批判。
為了安置家人而離開共和城，並且向科拉表示會再度回來。
佩瑪　配音：Maria Bamford（动画原配）（中文配音：劉如蘋）
坦辛之妻，性格溫和明理的主婦，現年35歲，非術者。由於被三個氣宗孩子整天惡作劇所煩，表達過希望第四個孩子是非術者。
琴諾拉（Jinora）　配音：Kiernan Shipka（动画原配）（中文配音：陳凱莉）
坦辛與佩瑪的第一個孩子（長女），10歲，正在習修截氣神功。性格文靜、愛好讀書，對祖父母和父親年輕時的冒險很感興趣。
天生靈感相當強大，能與神靈溝通。第三季季尾完成儀式紋上箭頭，成為氣宗大師，喜歡小凱，後跟小凱交往(第四章)。
依琪　配音：Darcy Rose Byrnes （动画原配）（中文配音：傅其慧）
坦辛與佩瑪的第二個孩子（次女），7歲，正在習修截氣神功。性格和祖父一樣天真、莽撞、喜好冒險，且相當活潑多話，與其姐姐琴諾拉完全相反，因此兩人時常發生衝突。
密羅　配音：Logan Wells（动画原配）（中文配音：劉如蘋）
坦辛與佩瑪的第三個孩子（長子），5歲，正在習修截氣神功。看上去相當邋遢，總是活力充沛。第四季時展現出十足的繪畫天賦,繪製的人像畫達到鏡像複製級別。可以從屁股中放出截氣神功。
羅安
坦辛與佩瑪的第四個孩子（次子），出生於第一季後期佩瑪在平等會的攻擊中。是否有截氣神功還不明。
小凱(Kai)
大地之國人，孤兒。在九星連珠之後會截氣神功，後跟坦辛他們到終北山大氣寺修練截氣神功，之前是小偷。第四章時跟琴諾拉交往。
新大氣族
科拉打通靈界通道後釋放的能量回照到氣宗後裔(例如:安的子女不明)和一些非御術師身上，原先為非御術師的新大氣族，第三季季尾開始召集。

### 聯合軍
不明　配音：Richard Riehle（动画原配）（中文配音：黄天佑）
聯合軍司令。安和凱塔拉的第一個孩子（長子），非術者→截氣神通，已離開家族，名字繼承自父親過世的好朋友不明。個性狂放，和弟弟不太合，於第三章成為一位截氣神通。在靈性造詣上有相當的天分，能夠與神靈略為溝通，並將與其關係良好的藍綠色蜻蜓兔精靈命名為小明：Bum-Ju（意義為小不明：Bumi Junior）。
愛和　配音：Dante Basco（动画原配）（中文配音：黄天佑）
聯合軍總指揮。烈火國王子，為前作主要人物朱克之孫，母親為現任烈火國國王泉奈（即朱克之女），名字繼承自曾伯公愛和。

### 南方水族
凱塔拉（Katara）　配音：Eva Marie Saint（动画原配）（中文配音：崔幗夫）
前作女主角，坦辛之母，現任水宗，現年89歲。
柯拉的截水神功師傅，期望科拉能繼承其位置。認為時代已經改變，默許科拉前往共和城開拓視野。
在科拉被阿蒙奪去振火、運土、截水三種神功後試圖為其治療卻毫無辦法。
凱雅　配音：Lisa Edelstein（动画原配）（中文配音：崔幗夫）
安和凱塔拉的第二個孩子（長女），年輕時曾雲遊四海找尋自我，現在與母親凱塔拉一同定居南極。截水神通。
唐若　配音：James Remar（动画原配）（中文配音：黃天佑）
科拉的父親。原本為北方水族继承者，由於曾因被弟弟烏若那陷害而打擾神靈導致家鄉遭受攻擊而被放逐來到南方。與弟弟烏若那關係緊張。
心娜　配音：Alex McKenna（动画原配）（中文配音：汪世瑋）
科拉的母親。
華睿（官方漢字：法力克）
出身南極水族，發名家兼富商。第二章因烏若納的軍隊擋住其貨物進出而支持將其趕出南極，後策畫共和成的爆炸案以及收買三合會已買下未來工業，並打算在綁架雷鼓來栽贓北極水族而被逮捕，在科拉與烏若那打鬥時逃獄。於第三章時再次出現在皁阜市擔任發明家。第四章時加入古維拉的軍隊幫其製造武器並研究靈藤作為武器能源，但因為能量過於強大而放棄研究而背叛古維拉。幫助科拉擊敗古維拉的兵器後於劇末和其助理朱莉結婚。
朱莉
華睿的助理，替其完成許多雜工。第二章中因華睿的陰謀而和其入獄並一起逃至皁阜市。第四章和華睿加入古維拉的軍隊，在華睿背叛時背棄他而幫助古維拉完成秘密武器，其實為暗中破壞但被古維拉識破，被博林救出後和華睿一起幫助科拉擊敗古維拉，並於劇末和華睿結婚。

### 北方水族
烏若那（Unalaq）　配音：Adrian LaTourelle（动画原配）（中文配音：康殿宏）
科拉的叔叔，過去陷害設計自己的哥哥讓他被逐出北方部落，好讓自己成為族長。北方水族首領，極為優秀的截水神通，希望能夠訓練科拉與靈界的連結。欺騙並利用科拉解開南極通道，放出萬毒，跟萬毒合為一體，最後被科拉消滅。
艾絲卡（Eska）　配音：Aubrey Plaza（动画原配）（中文配音：劉如蘋）
烏若那之女，科拉的的堂妹與戴斯那的雙胞胎，十分陰沉。雖然與博林交往期間常折磨他，其實似乎真的對博林有好感。在烏若那死後與戴斯那一起繼承北方水族的首領之位。
戴斯那（Desna）　配音：Aaron Himelstein（动画原配）（中文配音：蔣鐵城）
烏若那之子，科拉的的堂弟與艾絲卡的雙胞胎，與艾絲卡相像同時也極像女孩。在烏若那死後與艾絲卡一起繼承北方水族的首領之位。

### 造福城 （Zaofu，官方漢字：皂阜市）
北方素音（Suyin Beifong）（中文配音：汪世瑋）
北方琳同母異父的妹妹。青少年時很叛逆，常跟朋友們偷東西，後來跟朋友搶劫商店時被琳追捕，琳用鐵繩抓住素音卻被素音切斷，鐵繩應而斷裂反彈傷到了琳，在琳臉上留下兩道疤痕。被帶回警局後，達芙不希望自己有個坐牢的女兒，要求素音離開共和城。因此十六歲便開始探索世界，後來買下了一塊土地並跟她現任丈夫建造了造福城。造福城的領袖，使用冶金神功。
巴達 （Baatar）
北方素音的丈夫，是一位建築師。第三章在造福城時負責構想建築點子，並由長子巴達建造。
小巴達 （Baatar Jr.）
北方素音長子。第三章擔任父親的助手，負責建造父親所構想出來的建築點子。第四章成為古維拉的未婚夫。在第三章後跟古維拉離開了造福城創造了土帝國想統一土強國。
楓 （Wing）
北方素音么子，與小威是雙胞胎兄弟，跟武用金屬發明了類似足球的遊戲—力碟，運土神通，會使用冶金神功。
威 （Wei）
北方素音么子，與小楓是雙胞胎兄弟，跟文用金屬發明了類似足球的遊戲—力碟，運土神通，會使用冶金神功。
奐 （Huan）
北方素音次子，使用冶金神功。是一個表達自我情感的藝術家，常常陷入藝術的世界。沒什麼表情。
奧珀 （Opal）（中文配音：陳凱莉）
北方素音長女，在九星連珠（Harmonic Convergence）後會使用截氣神功，後離開造福城到北氣和寺修練截氣神功。第四章正式與博林交往。
艾維 （Aiwei）
真話觀察家，能透過人的心跳跟呼吸來判斷那個人有沒有說謊。與查希爾裡應外合幫助查希爾他們抓走科拉，被發現後逃走。最後靈體被查希爾丟到迷魂霧境(The Fog of Lost Souls)裡。
古維拉 （Kuvira）（中文配音：劉如蘋）
八歲時被北方素音收養，被素音認為是自己的親生女兒。第三章最後救了唐若一命。第四章成為巴達的未婚妻。原是造福城保安隊隊長，後背叛北方素音跟巴達離開造福城創造了土帝國想統一土強國。

### 霸新塞（Ba Sing Se）
女皇(The Earth Queen) （中文配音：崔幗夫）
土強國女皇，真名為Hou-Ting，為前作皇帝的女兒。要求多，討厭動物，對其過敏，生活奢華，喜歡吃珍稀動物的肉(因此被民眾傳言說吃了自己父親的寵物熊)，居住於上城區。私自緝拿會截氣神功的永固城居民，欲訓練他們成為自己的軍隊。最後被查希爾所殺。
吳(Wu)
土強國的皇太子，女皇的曾侄子。
甘(Gun)
永固城的內閣大臣，深知女皇的要求，身受其害。
周(Chow)
馬可和博林的叔叔。有關注馬可和博林在職業神通大賽的幻火貂隊，以及博林拍攝的納塔克電影系列。居住於下城區。
圖(Tu)
馬可和博林的堂兄弟。負責家族的水果攤。居住於下城區。
吟(Yin)
馬可和博林的祖母，對於永固城女皇很尊敬，居住於下城區。

### 紅蓮會
查希爾(Zaheer) （中文配音：黃天佑）
曾被白蓮教關於土強國監牢。於九星連珠之後獲得截氣神功，因其在成為氣宗前曾自行學習氣宗的歷史及武術技巧，因此造詣極高，初學會即使用流暢，後期悟出了古魯•拉希瑪的真傳，不使用滑翔翼也能飛行。計畫綁架神通。認為有組織的領導才會導致大亂，因此預謀殺害各國領導來混淆世界，後被擊敗後囚禁回大牢，並於第四季再次登場，幫助科拉進入靈界。
明華(Ming-Hua)（中文配音：汪世瑋）
被監禁於烈火國的監牢，失去雙手，截水能力極高，常運用截水作為其雙手。被馬可用純青雷火擊殺。
霹靂(P'Li) （中文配音：崔幗夫）
被監禁於北方部落西方冰原的地底，為振火神通及爆火師，額頭上有第三隻眼，其能夠發射光束來製造爆炸。以前曾被軍閥控制當成殺人武器後被查希爾救出，被關進監獄前就已經跟查希爾是情侶關係。後被查希爾救出，最後與琳跟素音對決，在發功時被素音用御鐵罩住頭，自爆身亡。
吉贊(Ghazan) （中文配音：蔣鐵城）
被監禁於海上的木船，運土神通高手，會使用熔岩神功。和博琳以及馬可擊敗，因不願回到監獄以熔岩神功將其自身掩埋於山洞之中。

### 前作部分角色情况
安（Aang）
已逝，享年66歲，前任降世神通，共和城的創立者，截氣神通。
北方達芙（Toph Beifong）（中文配音：劉如蘋）
仍在世，87歲（第四章），目前居住在沼澤中。創建了共和城的警察局，第一任局長。42年前曾與安一起逮捕楊空，運土神通。
在共和城的警察局外頭亦有她的雕像。在第四章古維拉要統一土國，並要接收造福市而把北方素音一家關起來時，跟北方琳他們一起拯救他們。
蘇卡（Sokka）
已逝，生前是共和城议会成员之一，非术者。
朱克（Zuko）（中文配音：康殿宏）
仍在世，現年91歲（第三章），從烈火國國王退位後，把皇位交给他的女兒，自己正在四處雲遊，振火神通，並養有一條龍叫Druk。
愛和（Iroh）
已逝，朱克的伯父，死後進入靈界，並且引導科拉找回心中的光明與寧靜，並幫助在靈界迷路的坦辛兄妹尋找琴諾拉，振火神通。

## 劇情簡述

### 前傳
該劇延續前作，前傳出自於漫畫〖降世神通：承諾〗，主要描寫朱克和安成立共和城的經過。
神通王安（Avatar Aang）打敗了烈火王傲賽，並且奪走他的宗術，結束了百年戰亂。繼位的烈火王朱克（Fire Lord Zuko）和神通王安已承諾要攜手共建四大部族之間和諧盛世，可是因為烈火國在大地之國佔有太多殖民地。在經過討論之後，朱克主張拆除殖民地，但因為這些殖民地還有居民，安認為可以自己負起監督的責任。在安加入後，大地王非常高興，他認為這將會是一場通往和諧的運動，但却头疼于如何取名。這時蘇卡（Sokka）提议取名为「和諧重建運動」，就這樣，「和諧重建運動」正式開始。在大多數殖民地都在「和諧重建運動」之下回歸祖國之時，「玉島」是烈火國在大地之國的第一個殖民地。卻由於安的沉睡，使得殖民地的玉島，島上的烈火國人與大地之國人已經有百年的民族融合，因此玉島上不只烈火國人就連大地國人也開始反對「和諧重建運動」。朱克在聽取人民的心聲之後，決定要撤掉在玉島上的「和諧重建運動」。這樣的舉動讓大地王誤以為朱克打算違反約定，便御駕親征與大地國軍隊攻打玉島。朱克得知大地之國出兵之後，也同樣御駕親征玉島。最後在安的協調之下，朱克與大地王達成和解，而玉島也成為了烈火國以及大地之國承認的雙國之島，進而促使安有了成立共和城的想法，希望能夠將玉島變成四大部族共存共榮的城市。

### 第一卷：氣
科拉（Korra）從小就有不凡的天賦，并已经學會四項宗術的其中三項（截水、運土、振火），但她必須完成所有元素修練，才能真正成为合格的神通王。在得知自己就是神通王後，性急的科拉已經等不及完成所有修練，但負責教導截氣的老師坦辛（Tenzin）卻因忙于氣族代表的工作而推遲訓練，科拉決定親自前往坦辛所在之地——共和城（Republic city）。

### 第二卷：神靈
經歷了共和城的事件之後，習得四大御術的科拉來到了南極，在一次來自惡靈的襲擊之後科拉決定和自己的叔叔學習如何和神靈相處之道，但也逐漸的發現一個個巨大的陰謀......以及關於初代神通王王恩(wan)的巨大秘密!!

### 第三卷：易
距離科拉和萬毒大戰後已經過了幾個星期了，那場大戰對世界造成了改變，有一些無宗術者因那場大戰後，意外成為了截氣神通，科拉和坦辛認為應該要引導他們成為真正的截氣神通，所以科拉一行人前往出現了許多截氣神通的地方 大地之國，決定把那些成為截氣神通的人集合起來帶到北方大氣寺去訓練他們，重振大氣牧族，但這時有四位身手高強的人出現並以綁架神通王為目標，科拉又再度面臨新的危機。

### 第四卷：平衡
在與查希爾一戰後，三年間柯拉緩慢地從當時所造成的嚴重傷害中復原並開始獨自在世界各地旅行，企圖找回與光之靈樂華的連結，但一直無法逃離內心恐懼的陰影。另一方面，曾擔任素音保安隊隊長的庫維拉偕同一批效忠於她的御金師整合了支離破碎的土強國，並拒絕將權力歸還愚蠢的王位繼承人：吳太子，她宣布即刻建立「土之帝國」。
在庫維拉強硬攻佔了造福城之後，她的下一個目標指向了共和城。柯拉必須設法找回自己與樂華的連結，並阻止庫維拉的野心。

## 每集名称
尼克频道已預定二季，但是每季都各自分成二章（Book），迥異於前作的每一章被視為一季，第一季分為第一、二章，第一章共12集，第二章共14集；第二季分為第三、四章，第三章13集，第四章13集，共會有52集。第一章于2012年3月14日首播，於2012年6月23日正式播映完畢。第二章在2013年9月13日首播。
| 1. Welcome to Republic City（神通王再世） 2. A Leaf in the Wind（風中一葉） 3. The Revelation（天啟） 4. The Voice in the Night（黑暗中的聲音） 5. The Spirit of Competition（鬥爭精神） 6. And the Winner Is...（勝利屬於...） 7. The Aftermath（浩劫餘波） 8. When Extremes Meet（兩極相通） 9. Out of the Past（過去之外） 10. Turning the Tides（潮汐之變） 11. Skeletons in the Closet（驚天秘密） 12. End Game（遊戲結束） | 1. Rebel spirit（叛逆） 2. The Southern Lights（南方極光） 3. Civil Wars Pt. 1（內戰(上)） 4. Civil Wars Pt. 2（內戰(下)） 5. Peacekeepers（維和者） 6. The Sting（計中計） 7. Beginnings Pt. 1（始祖傳奇(上)） 8. Beginnings Pt. 2（始祖傳奇(下)） 9. The Guide（嚮導） 10. A new Spiritual Age（神靈新紀元） 11. Night of a Thousand Stars（繁星之夜） 12. Harmonic Convergence（九星連珠） 13. Darkness Falls（黑暗降臨） 14. Light in the Dark（黑暗之光） | 1. A Breath of Fresh Air（清風徐徐） 2. Rebirth（復興大業） 3. The Earth Queen（參見女王） 4. In Harm's Way（風雨欲來） 5. The Metal Clan（冶金族） 6. Old Wounds（姊妹情深） 7. Original Airbenders（截氣神通始祖） 8. The Terror Within（內神通外鬼） 9. The Stakeout（守株待兔） 10. Long Live the Queen（女皇萬歲） 11. The Ultimatum（最後通牒） 12. Enter The Void（虛無如風） 13. Venom of The Red Lotus（紅蓮妖毒） | 1. After All These Years（時移事往） 2. Korra Alone（踽踽獨行） 3. The Coronation（登基大典） 4. The Calling（心之召喚） 5. Enemy at the Gates（大敵當前） 6. The Battle of Zaofu（造福之役） 7. Reunion（久別重逢） 8. Remembrances（回首前塵） 9. Beyond the Wilds（淬鍊昇華） 10. Operation Beifong（親情無價） 11. Kuvira's Gambit（恩斷義絕） 12. Day of the Colossus（絕地反攻） 13. The Last Stand（最後一搏） |

## 衍生作品

### 设定集
《降世神通：柯拉傳奇》与《降世神通：最後的氣宗》一样，其艺术设定集《The Legend of Korra: The Art of the Animated Series (Book One: Air)》(ISBN 978-1616551681)是一本硬皮书，该设定集收录了《柯拉傳奇》第一章12集中的艺术设定细节等内容；该书由黑马漫画在2013年8月出版。
2013年7月，Nickelodeon在iTunes上发布了一款免费的可互动读物《The Legend of Korra: Enhanced Experience》，该读物中收录了动画概念设定，角色设定，故事版等美术作品。
2013年3月，PixelDrip Gallery在美国洛杉矶组织了一场《降世神通：柯拉傳奇》的同人作品展，该展览得到了官方的支持，并在之后推出了一部关于该展览的纪录影片。

### 小说
《降世神通：柯拉傳奇》的第一季“氣”由Erica David撰写，分为2本小说。小说的目标读者为12岁及以上的青少年；这两本小说由兰登书屋出版。
- 《Revolution》 (ISBN 978-0449815540)，内容为第一集至第六集，2013年1月8日出版。
- 《Endgame》 (ISBN 978-0449817346)，内容为第七集至第十二集，2013年7月23日出版。

### 电子游戏
《降世神通：柯拉傳奇》由美国动视获得游戏改编权，根据本动画改编的电子游戏交由日本白金工作室开发Xbox 360、Xbox One、PlayStation 3、PlayStation 4和Windows等平台的版本，游戏类型为第三人称动作；而游戏的任天堂3DS平台版本交由美国游戏开发公司Webfoot Technologies制作，并且游戏类型变为回合制策略游戏。
游戏剧情选自动画的第2－3季的内容，剧本由动画的编剧Tim Hedrick监督。游戏将于2014年秋季在各个主机的网络商店仅发行数字版。

## 引註
1. ↑   (PDF). Nick Press. Burbank, California: Viacom. 2012-03-15  [2012-03-20]. （原始内容存档 (PDF)于2016-04-29）. In the premiere episode, “Welcome to Republic City,”... In episode two, “A Leaf in the Wind,”...
2. （简体中文）詳見豆瓣上的介绍页 （页面存档备份，存于）。
3. 於東森幼幼台播出
4. ↑  .   [2020-05-25]. （原始内容存档于2020-06-09）.
5. ↑  .   [2020-05-25]. （原始内容存档于2020-06-14）.
6. ↑  Zuckerman, Jeremy; Wynn, Benjamin. .  與Matt Patches的访谈. 2010-08-05  [2010-09-05].  UGO Entertainment. （原始内容存档于2012-03-07）. The cool thing is that it's going to be twelve episodes...
7. ↑  Schick, Michael. . Hypable. 2013-02-06  [2014-06-26]. （原始内容存档于2014-12-21）.
8. ↑  Goldman, Eric. . IGN. 2013-07-01  [2014-06-26]. （原始内容存档于2013-07-05）.
9. ↑  Konietzko, Bryan. . 2013-09-23  [2014-06-26]. （原始内容存档于2013-09-29）.
10. ↑  Schick, Michael. . Hypable. 2012-10-31  [2012-06-26]. （原始内容存档于2012-11-04）.

## 外部連結
- 官方网站
- 豆瓣电影上《降世神通：柯拉傳奇》的資料 （简体中文）
- Avatar: The Last Airbender Wikia （页面存档备份，存于）